# Œrsted (unité)
Pour les articles homonymes, voir Oersted.
L'œrsted (symbole Oe) est l'unité CGS « électromagnétique » d'excitation magnétique (généralement notée {\displaystyle {\vec {H}}}) ou de champ magnétique.

## Origine
L'œrsted, nommé ainsi en l'honneur de Hans Christian Ørsted, correspond dans le Système International d'unités à :
{\displaystyle 1\;\mathrm {Oe={\frac {10^{3}}{4\pi }}A\cdot m^{-1}\approx 79{,}577\,5\;A\cdot m^{-1}} }